# خوزه لئوناردو ریبریو دا سیلوا
خوزه لئوناردو ریبریو دا سیلوا (به پرتغالی: José Leonardo Ribeiro da Silva) مدافع اهل برزیل است که در شهر سائوپائولو و در تاریخ ۸ فوریهٔ ۱۹۸۸ به دنیا آمده‌است.
خوزه لئوناردو ریبریو دا سیلوا در تیم‌های فوتبال سائوپائولو سابقهٔ حضور دارد.